# Listă de regizori englezi
Aceasta este o listă de regizori de film englezi:

Cuprins: Început - 0–9 A B C D E F G H I J K L M N O P Q R S T U V W X Y Z

## A
- Robert Altman
- Lindsay Anderson
- Paul W. S. Anderson
- Ken Annakin
- Michael Apted
- Amma Asante
- Richard Attenborough

## B
- Banksy
- Roy Ward Baker
- Clive Barker
- Andrew Birkin
- Danny Boyle
- John Boorman
- Roy Boulting
- Peter Brook

## C
- Charlie Chaplin
- Jack Clayton
- Kevin Connor

## D
- Charles Dance

## F
- Mike Figgis
- Freddie Francis

## G
- Lewis Gilbert
- Peter Greenaway
- Peter Greengrass

## H
- David Hare
- Alfred Hitchcock

## J
- Derek Jarman

## K
- Alexander Korda

## L
- Stan Laurel
- Hugh Laurie
- David Lean
- Mike Leigh
- Ken Loach
- Adrian Lyne

## M
- Anthony Minghella

## N
- Ronald Neame
- Mike Newell

## O
- Leon Ockenden
- Gary Oldman
- Laurence Olivier
- Nick Ormerod

## P
- Nick Park
- Alan Parker
- Oliver Parker
- Karim Patwa
- Michael Powell

## R
- Carol Reed
- Karel Reisz
- Nicholas Roeg
- Paul Rotha
- Ken Russell

## S
- John Schlesinger
- Harold Snoad
- Ridley Scott

## T
- Louis Theroux
- Jack Lee Thompson
- David Threlfall
- Mark Tonderai
- Bill Travers
- Derek N. Twist

## V
- Matthew Vaughn

## W
- James Whale
- Peter Watkins
- Michael Winner
- Michael Winterbottom

## Y
- Alan Young
- Freddie Young